# Сесто Имолезе (Болоња)
Сесто Имолезе (итал. Sesto Imolese) је насеље у Италији у округу Болоња, региону Емилија-Ромања.
Према процени из 2011. у насељу је живело 1513 становника. Насеље се налази на надморској висини од 19 м.